# 비니스 힐 60
《비니스 힐 60》(Beneath Hill 60)은 오스트레일리아에서 제작된 제레미 심스 감독의 2010년 드라마, 전쟁 영화이다. 브렌단 코웰 등이 주연으로 출연하였다.
이 영화는 오스트레일리아에서 2010년 4월 15일 개봉되었다. 2009년 7월에 2010년 칸 영화제에서 상영 계획이 보고되었다.

## 출연

### 주연
- 브렌단 코웰
- 해리슨 길벗슨

### 조연
- 스티브 르 마르컹
- 가이턴 그랜틀리
- 던컨 영
- 워윅 영
- 앤소니 헤이스
- 리온 포드
- 크리스 헤이우드
- 톰 그린
- 아덴 영
- 존 스탠턴
- 제럴드 렙프코스키
- 자클린 맥켄지
- 벨라 헤스콧
- 데니스 크류슬러
- 사무엘 로스 포브스 라이트

## 기타
- 공동제작: 데이빗 로치
- 공동제작: 제레미 심스
- 라인프로듀서: 미쉘 러셀
- 조감독: 제이미 크룩스
- 조감독: 크리스 에반스
- 세트: 롤랜드 파이크
- 분장부문: 크레소 스티픽
- 분장부문: 쉐인 토머스
- 배역: 커스티 맥그리거
- 프로덕션매니저: 콜린 클락

## 같이 보기
- 갈리폴리 (1981년 영화)